# 정신력
정신력(精神力) 또는 정신적 강인함(mental toughness)은 스포츠, 교육 및 직장에서의 예측할 수 있는 개인의 탄력성과 자신감을 측정하는 것이다. 이 개념은 사람이 더 나은 운동선수가 되고 어려운 훈련과 어려운 경쟁 상황에 대처하고 자신감을 잃지 않고 나타날 수 있도록 하는 일련의 속성 중 하나로 스포츠 훈련의 맥락에서 나타났다. 이 용어는 코치, 스포츠 심리학자, 스포츠 평론가 및 비즈니스 리더가 사용했다.
정신력은 그릿 특성을 적용한 것으로 생각할 수 있다. 동의어로는 탄력성, 결단력, 의지가 강함, 충실함이 포함될 수 있다. 정신적으로 강인한 자질을 가진 사람은 스포츠, 학업, 직업 등에서 목표를 달성하는 데 도움이 되는 도전을 받아들일 수 있다.

## 상세
정신력은 개인이 어려운 상황에 대처하는 데 도움이 되는 일련의 긍정적인 정신적 특성을 지칭하기 위해 구어체로 자주 사용된다. 코치와 스포츠 평론가들은 부상을 당하면서도 경기에 임하는 등 힘든 스포츠 상황을 견디고 성공하기 위해 노력하는 운동선수의 정신 상태를 설명하기 위해 정신력이라는 용어를 자유롭게 사용한다. 이를 뒷받침하기 위해 많은 연구에서 정신력을 스포츠의 성공이나 성취와 연관지었다. 그러나 이 문구는 승리에 대한 기본 설명으로 단순히 적용되는 경우가 많다. 이 용어의 부정확한 사용에 대한 비판이 많다.
과학적 연구에서는 강력한 분석과 비교가 가능하도록 명확한 측정 기준을 갖춘 심리적 구성으로 정신력을 공식적으로 정의하려고 시도했다.
특히 세 개의 연구팀은 긍정적이고 경쟁력을 유지함으로써 과거의 실패나 봉쇄를 극복할 수 있는 정신력에 대한 정의와 구성 정의를 모두 제시했다. 여기에는 도전에 대비할 수 있도록 마음을 훈련하는 것이 포함된다.

### 존스, 핸튼, 코노턴
미국의 그레이엄 존스, 셸던 핸튼, 데클란 코노튼은 운동선수, 코치 및 스포츠 심리학자와의 인터뷰에서 개인 구성 심리학을 사용하여 정신력에 대한 다음과 같은 정의에 도달했다.
다음을 가능하게 하는 자연적이거나 발달된 심리적 우위를 가진다. 일반적으로 스포츠가 선수에게 가하는 많은 요구(경쟁, 훈련, 라이프 스타일)에 대해 상대방보다 더 잘 대처한다. 특히, 압박감 속에서도 결단력, 집중력, 자신감을 유지하고 통제력을 유지하는 데 있어서 상대방보다 더 일관되고 더 나은 사람이 되는 것이다.:209

동일한 연구자들은 정신력의 속성에 대한 4가지 차원(범주)을 제공하는 두 번째 논문을 발표했다. 이는 수행자의 태도나 사고방식(구체적으로 수행자의 초점 및 자기 신념)의 일반적인 차원과 시간별 세 가지 차원(훈련, 경쟁 및 시합 후)이다. 이러한 시간별 차원에는 해당 시간의 사용과 관련된 정신력의 속성(예: 압박감 처리, 실패 처리, 훈련 시 신체적 한계까지 밀어붙이기 등)이 포함된다.

### 클라프, 얼
피터 클라프 등은 성격 특성으로 개념화하는 정신력 모델을 제안했다. 이 모델에는 자신감, 도전, 통제, 헌신이라는 네 가지 구성 요소가 있다. 정신력을 측정하는 설문지를 개발했다. 연구와 실천 사이의 격차를 해소하기 위해 기존 심리학 이론과 스포츠 심리학을 결합했다. 새로운 정신력 데이터와 스트레스를 완충하는 데 도움이 되고 스트레스-질병 관계 연구 내에서 건강 심리학에서 받아들여지는 개념이 된 주요 개인차이자 저항 자원인 강인함의 개념 간의 비교를 보았다. 정신력이 폭넓게 적용될 수 있으며 스포츠 영역에만 국한되어서는 안 된다고 생각했다. 이들은 스포츠 관련 조치가 해당 분야를 의미 있는 방식으로 발전시킬 가능성이 낮다고 생각한다. 이들 모델과 관련된 개발 작업은 정신력에 관한 책에서 온전히 설명되고 논의된다.

### 구찌아르디, 고든, 디목
오스트레일리아의 다니엘 구찌아르디, 샌디 고든, 제임스 디목은 주로 오스트레일리안 풋볼 선수와의 작업을 기반으로 정신력에 대한 다른 정의와 프레임워크를 제안했다. 개인 구성 심리학을 사용하여 이 저자들은 정신력에 대한 다음과 같은 정의를 제안했다.
오스트레일리안 풋볼의 정신력은 경험한 모든 장애물, 역경 또는 압박감을 인내하고 극복할 수 있을 뿐만 아니라 일이 순조롭게 진행될 때 지속적으로 목표를 달성하기 위해 집중력과 동기를 유지할 수 있도록 하는 가치, 태도, 행동 및 감정의 모음이다.:278

이 정의는 오스트레일리안 풋볼 선수와의 연구를 통해 만들어졌지만 크리켓과 축구를 포함한 다른 스포츠에도 일반화되었다. 이 정의는 정신력을 반응적이고 능동적인 특성으로 간주한다. 플레이어는 정신력의 속성을 사용하여 불리한 상황에서 잘 견디고 성과를 낼 수 있도록 도울 수 있지만, 게임이 잘 진행될 때 정신력의 다른 속성을 사용하여 최상의 플레이를 유지할 수도 있다.

## 연구
일부 심리학자들은 정신력에 대한 별도의 스포츠별 정의가 개발되어야 한다고 주장했다. 한 스포츠에서 정신력이 강한 운동선수의 특성은 다른 스포츠에서 정신력이 강한 운동선수의 특성과 크게 다를 수 있다. 남성과 여성 운동선수 사이, 그리고 "팀 스포츠"와 "개인 스포츠" 운동선수 사이에도 차이가 있다는 가정이 있었지만, 현재까지 이러한 차이점이 무엇인지 보여주는 경험적 증거는 거의 없다.
정신력에 대한 스포츠별 연구는 크리켓, 축구, 체조, 오스트레일리안 풋볼에서 수행되었다. 많은 사람들이 존스의 연구나 구찌아르디의 연구에서 제공하는 정신력에 대한 정의를 사용했지만 이러한 연구는 공통된 틀을 사용하지 않았다.
스포츠에 초점을 맞춘 많은 연구에서는 정신력에 대한 클라프 모델을 사용했다. 그들은 운동선수 샘플을 사용하여 강인함, 대처, 정서적 반응성, 심리적 기술 및 성과 사이의 가능한 연관성을 조사한다.
스포츠 영역에서 정신력을 다루는 몇 안 되는 발표된 연구 중 하나는 4'C 모델을 기반으로 한다. 이 연구는 고위 관리자가 하급 동료보다 더 강인하다는 것을 보여주었다. 클라프와 그의 팀은 교육, 건강, 사회, 직업 등 스포츠 이외의 여러 영역에서 정신력의 관련성을 탐구하기 위해 노력하고 있다.
2019년 성격 평가를 사용한 연구에서는 최고의 NCAA 디비전 1과 정신력을 정의하는 프로 운동선수의 6가지 성격 특성을 확인했다. 이 연구는 또한 정신력을 구성하고 운동 성공을 예측하는 특성이 가장 성공적인 영업 전문가에게서 볼 수 있는 특성과 동일하다는 점을 강조했다.
2020년 4월, 연구원들은 게이머들이 올림픽 선수들과 마찬가지로 스트레스 요인에 대처하는 능력을 공유한다는 사실을 발견했다.
정신력은 직장에서도 찾아볼 수 있다. 영향력 있는 위치에 있는 사람들이 팀원들에게 정신력을 심어줄 때, 그 팀원들은 생산성이 높아지고, 병가를 덜 내고, 협력이 필요할 때 함께 더 잘 일하는 것으로 밝혀졌다.

## 같이 보기
- 회복 탄력성
- 스트레스 관리